# Lucerna (film, 1938)
Lucerna je český film z roku 1938 režiséra Karla Lamače s Jarmilou Kšírovou, Teodorem Pištěkem a Jarmilou Beránkovou v hlavní roli natočený podle stejnojmenné divadelní hry Aloise Jiráska. Šlo vlastně o zvukový remake prvního stejnojmenného němého filmu z roku 1925 téhož režiséra.

## Obsazení
| Otomar Korbelář     | mlynář Libor         |
| Jarmila Beránková   | Hanička              |
| Jarmila Kšírová     | paní kněžna          |
| Teodor Pištěk       | vrchní ze zámku      |
| František Kreuzmann | pan Franc            |
| Ferenc Futurista    | starý vodník Ivan    |
| Eman Fiala          | mladý vodník Michal  |
| Jára Kohout         | Klásek               |
| Darja Hajská        | Kačenka Klásková     |
| Gustav Hilmar       | sekerník Braha       |
| František Voborský  | učitel Josef Zajíček |
| Jiří Koldovský      | hrabě                |
| Alois Dvorský       | písař                |
| Ota Motyčka         | rychtář Kroužilka    |
| Anna Gabrielová     | komorná kněžny       |
| Ela Šárková         | komorná Claire       |
| Rudolf Princ        | markýz               |
| Antonín Holzinger   | komorník Jean        |
| Josef Oliak         | zámecký kaplan       |
| Karla Valentová     | babička              |
| Jan W. Speerger     | mušketýr             |
| Jindřich Láznička   | hudebník Sejtko      |
| Josef Zora          | hudebník Zimák       |